# Dixioria brooksi
Dixioria brooksi är en mångfotingart som först beskrevs av Hoffman 1956.  Dixioria brooksi ingår i släktet Dixioria och familjen Xystodesmidae. Inga underarter finns listade i Catalogue of Life.